# Kabaty

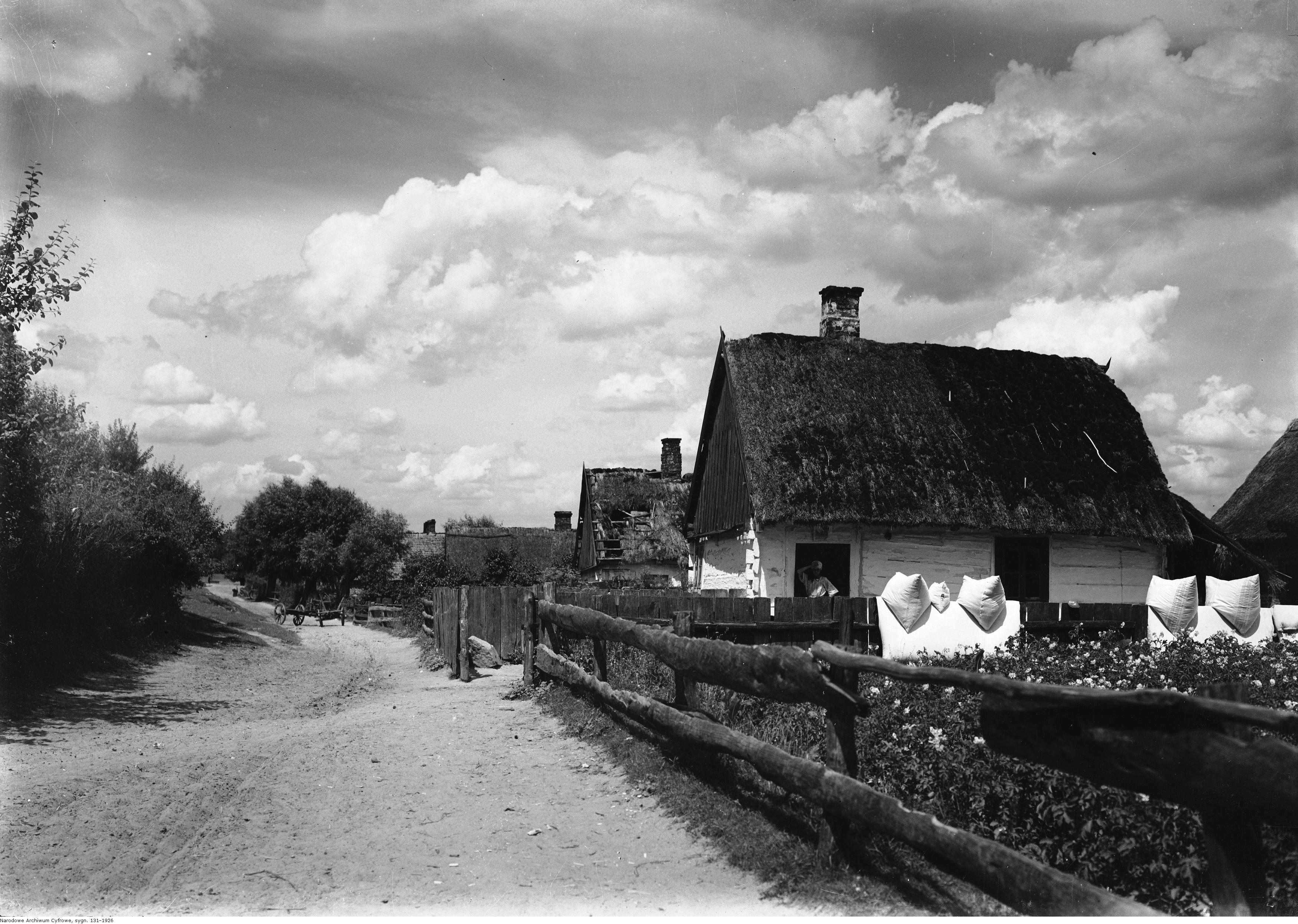
Wieś Kabaty w 1925

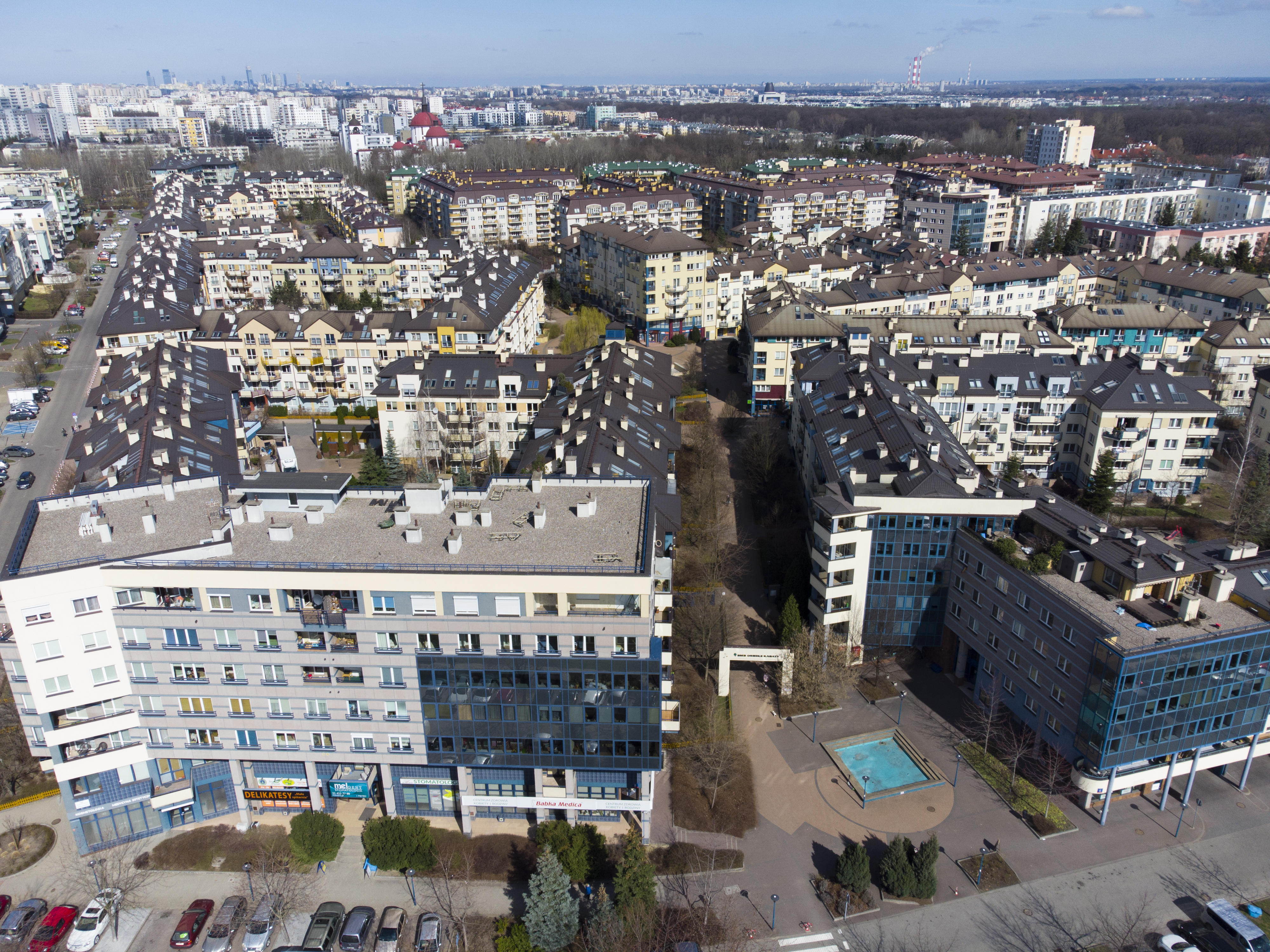
Zabudowa mieszkaniowa Kabat przy ul. Wąwozowej

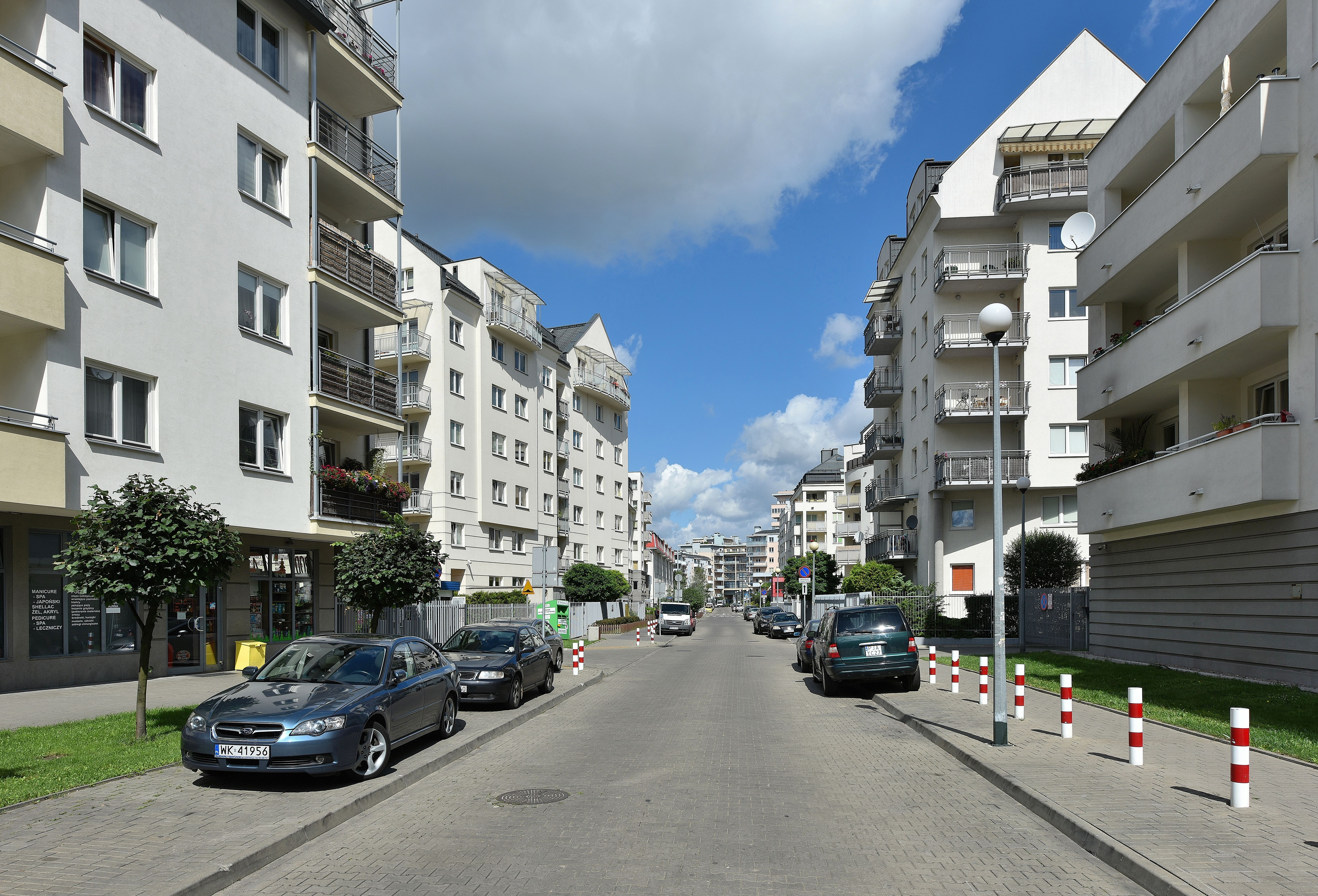
Ulica Kabacki Dukt

Kabaty – osiedle i obszar MSI w dzielnicy Ursynów w Warszawie, dawna wieś.
Nazwę Kabaty nosi także pierwsza stacja linii M1 warszawskiego metra.

## Nazwa
Nazwa rodowa „Kabaty“ pochodzi od nazwiska Kabat. Nazwisko to pochodzi z kolei od wyrazu „kabat”, które oznacza krótki płaszcz lub kurtkę.

## Historia
Pierwsza wzmianka o Kabatach pochodzi z 1386. Położona na skraju skarpy warszawskiej wieś,  własność chorążego płockiego Andrzeja Ciołka, otrzymała wtedy prawo chełmińskie od księcia Janusza I. Była własnością rodziny Ciołków do XVI w.. W 1580 liczyła 4 łany (ok. 70 ha) i znajdowała się w powiecie warszawskim ziemi warszawskiej województwa mazowieckiego. W XVII w. Kabaty przeszły na własność rodziny Piekarskich. 
Wieś została zniszczona w czasie potopu szwedzkiego w 1656.
W 1721 Elżbieta Sieniawska z Lubomirskich kupiła Kabaty od Mikołaja Dunina Szpota i włączyła je do dóbr wilanowskich. W 1775 Kabaty liczyły 16 domów włościańskich, w 1827 – 17 domów i 177 mieszkańców. Już w 1726 Elżbieta nakazała ochronę leśnych terenów Kabat, dlatego drewno na potrzeby nowego dworku i chałup chłopskich było sprowadzane z jej dóbr w Nieporęcie.
W latach 1846–1861 mieszkańcy Kabat procesowali się z dzierżawcami folwarku o zmniejszenie ciężarów feudalnych. Po uwłaszczeniu chłopów w 1864 wieś włączono do gminy Wilanów. W 1892 wieś razem z okolicznymi ziemiami przeszła pod kontrolę Ksawerego Branickiego. Dzięki niemu obszar dóbr wilanowskich został odcięty od wpływu zarządców folwarcznych, co umożliwiło stworzenie samodzielnej administracji leśnej.
W 1905 w Kabatach było 38 domów i 319 mieszkańców, w 1921 – 59 domów oraz 397 mieszkańców. Chociaż wieś znajdowała się na gruntach wysokiej jakości, nie była uważana za bogatą. Od jej nazwy pochodzi nazwa sąsiadującego z nią kompleksu leśnego, Lasu Kabackiego. W rozparcelowanym leśnictwie Kabaty w okresie międzywojennym powstało podmiejskie letnisko (8 domów i 61 mieszkańców). 
W 1951 Kabaty razem z pozostałą częścią obecnego Ursynowa przyłączono do Warszawy.
W latach 80. XX w. w rejonie ul. Jana Rosoła zaczęły powstawać bloki mieszkalne osiedla Natolin. Nazwano je później osiedlem Kabaty. 
W 1995 na Kabatach oddano do użytku początkową stację linii M1 metra w Warszawie o tej samej nazwie. Metro przyspieszyło rozwój budownictwa mieszkaniowego w tej części miasta.
W 2017 wybudowano połączenie Ursynowa z Wilanowem przez ulice Rosnowskiego i Korbońskiego. Od września 2018 jeżdżą tędy autobusy linii strefowych ze stacji metra Kabaty do Konstancina-Jeziorny, Piaseczna i Góra Kalwarii.
Na terenie Kabat mieszka ok. 30 tysięcy mieszkańców. Duża część budynków znajduje się na strzeżonych osiedlach. We wschodniej części Kabat dominuje zabudowa jednorodzinna. Obszar MSI Kabaty obejmuje również częściowo tereny należące do dawnego folwarku i wsi Moczydło.